# Wiktor Iwanowitsch Belenko

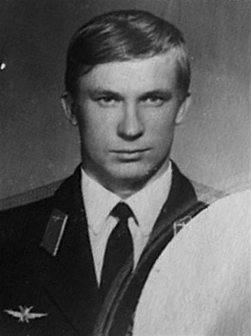
Wiktor Belenko

Wiktor Iwanowitsch Belenko (russisch Виктор Иванович Беленко; * 15. Februar 1947 in Naltschik; † 24. September 2023 in Rosebud, Pope County, Illinois) war ein US-amerikanischer Flugzeugingenieur und früherer sowjetischer Leutnant und Pilot.
Belenko desertierte am 6. September 1976 mit einer MiG-25P – bis dahin ein Militärgeheimnis der sowjetischen Luftstreitkräfte – und landete im japanischen Hakodate. Damit machte er das Flugzeug und seine Bewaffnung einschließlich des Flughandbuchs den westlichen Gegnern zugänglich.
Die Regierung der UdSSR verbreitete Informationen über eine „Notlandung infolge Orientierungsverlusts während eines Übungsfluges“, beziehungsweise: das „Flugzeug sei vom Kurs abgekommen...“, sowie „...ausländische Geheimdienste setzten Pilot Belenko unter Drogen“. Dies wurde von Belenko dementiert, indem er bekanntgab: „Ich bin freiwillig hierher geflogen“. Infolgedessen begannen die sowjetischen Gesandten in Japan, ihm offen zu drohen.
Das Flugzeug wurde von japanischen und US-amerikanischen Experten untersucht und später der UdSSR in Einzelteilen zurückgegeben. Belenkos Flucht zerstreute amerikanische Befürchtungen einer Gefahr für die SR-71.

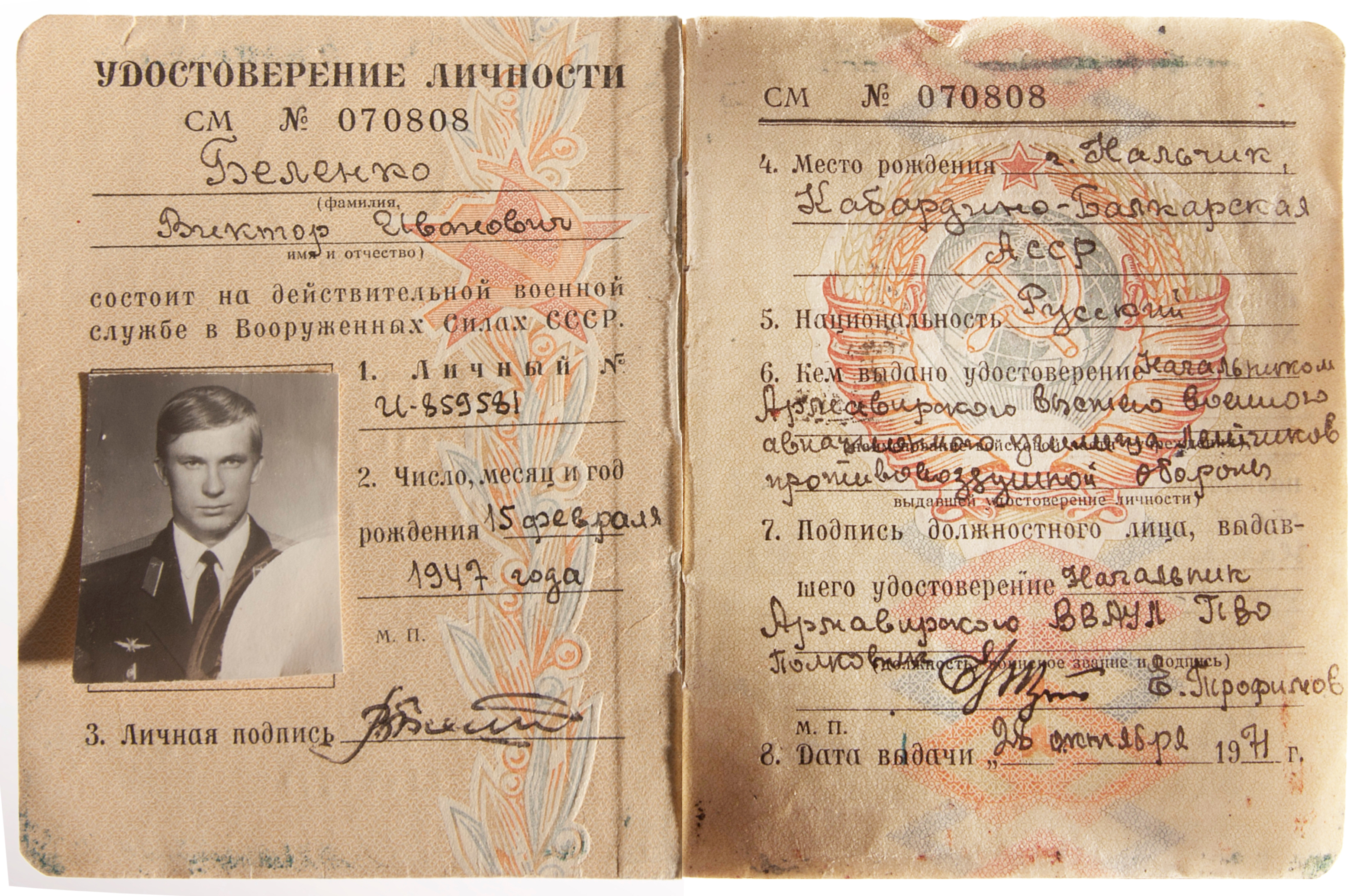
Wiktor Belenkos Militärausweis, ausgestellt im CIA Museum

Belenko ging in die USA und erwarb 1980 die amerikanische Staatsbürgerschaft. In den USA zeigte sich Belenko beeindruckt sowohl vom Stand der amerikanischen Ausbildung als auch dem Umgang zwischen Soldaten und Offizieren. Beim Besuch eines Flugzeugträgers gestand er, zuerst an die Möglichkeit einer nur für ihn inszenierten Show geglaubt zu haben. Nach etwas Gewöhnung erhielt er das Auto des ihn betreuenden pensionierten Luftwaffenoffiziers, um auf eigene Faust die USA zu erkunden. Belenko lehrte danach mehrere Jahre an einer Militärakademie Taktik und Strategie des Luftkampfes. Er heiratete eine Amerikanerin und zog mit ihr zusammen zwei Kinder groß (gleichwohl ist er immer noch nicht geschieden von seiner russischen Ehefrau, mit der er einen gemeinsamen Sohn hat). In der letzten Zeit hatte er ein eigenes Handelsunternehmen und trieb Handel mit mehreren Ländern, darunter unter einem Decknamen auch mit Russland.
Die ehemaligen staatlichen sowjetischen und später die russischen Medien verbreiteten mehrmals falsche Informationen über Belenkos „Unfalltod“. In der UdSSR und der heutigen Russischen Föderation gilt er als Landesverräter. Belenko wurde in Abwesenheit zum Tod verurteilt.